# Église Saint-Martin de Lennik-Saint-Martin
L'église Saint-Martin (Sint-Martinuskerk en néerlandais) est une église de style  gothique située à Lennik-Saint-Martin, section de la commune belge de Lennik, dans le Pajottenland en Brabant flamand.

## Historique

### Construction
L'édifice primitif était une église romane datant du XIe siècle.
Durant la seconde moitié du XIIIe siècle, la travée orientale du chœur fut édifiée en style de transition.
Furent ensuite édifiés en style gothique le transept (milieu du XIVe siècle), la tour occidentale (début du XVe siècle) et le vaisseau (XVe siècle).

### Rénovations
L'église subit une restauration radicale en 1907 par l'architecte Barbier ainsi qu'une restauration ultérieure en 2012-2013.

### Classement
L'édifice fait l'objet d'un classement au titre des monuments historiques depuis le 25 mars 1938 et figure à l'Inventaire du patrimoine immobilier de la Région flamande sous la référence 39986.

## Architecture

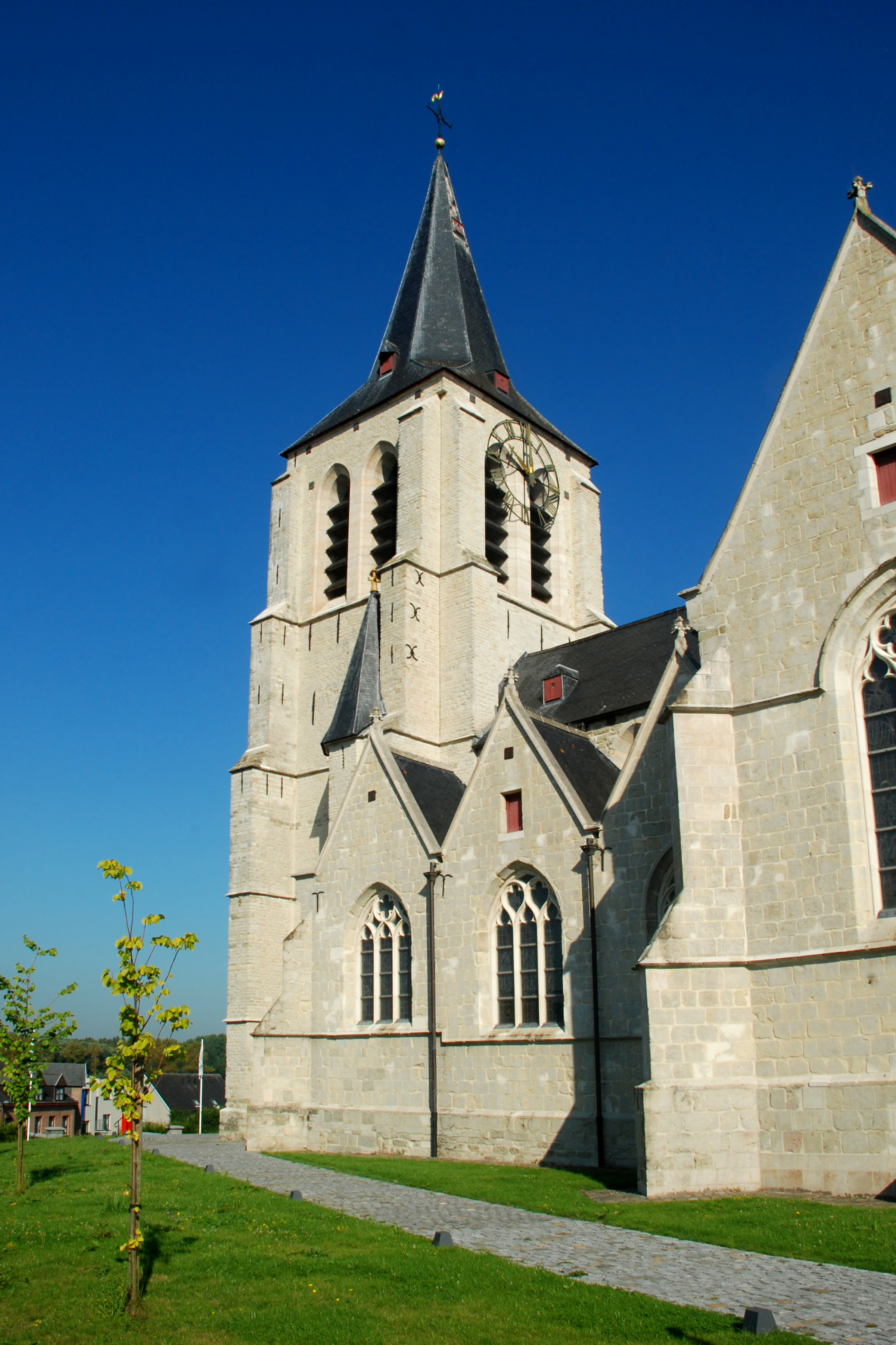
La tour vue du sud.
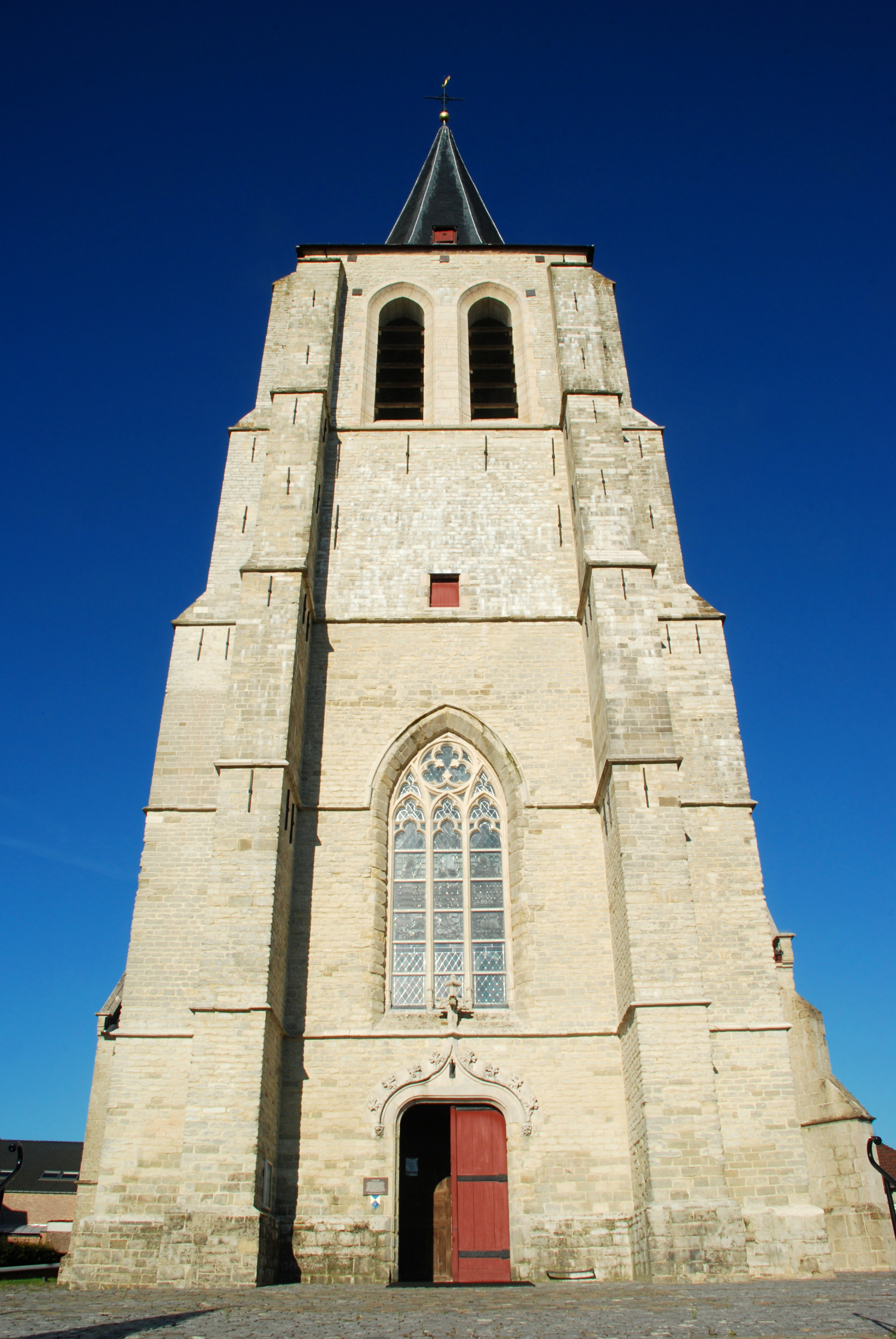
La tour vue de l'ouest.
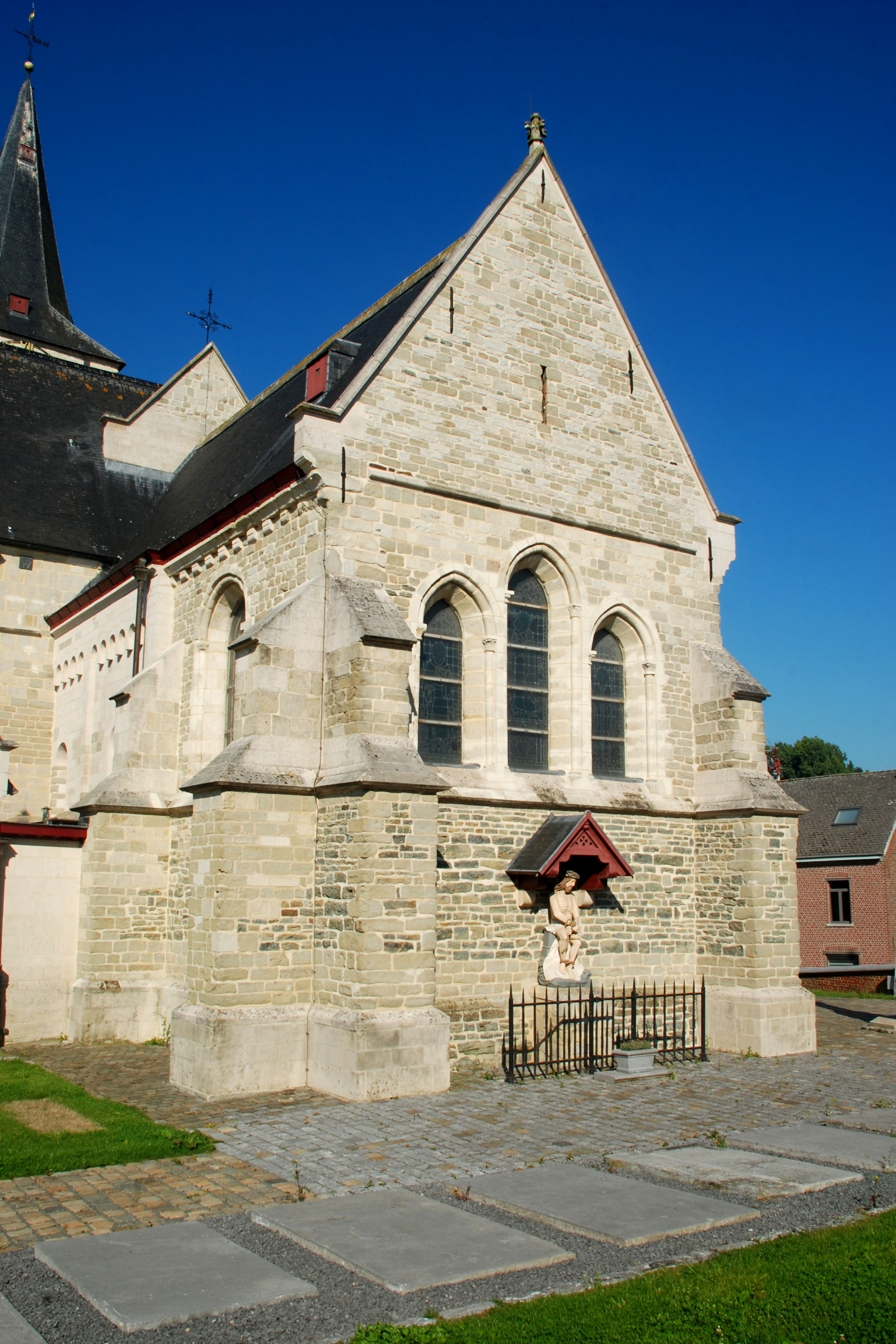
Le chevet.
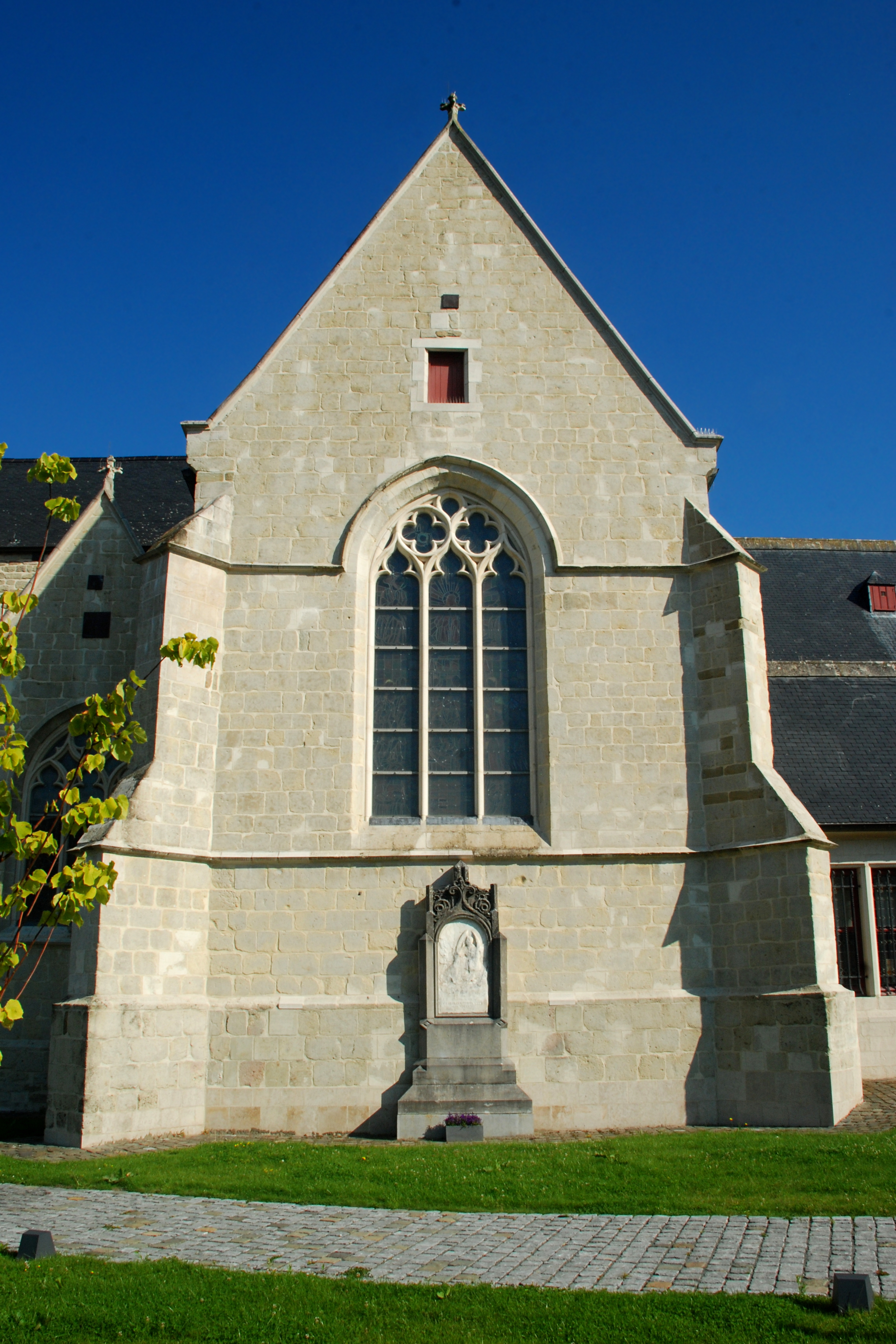
Le transept.